# Vorspaltung
Die Vorspaltung ist ein Phänomen bei der Zerspanung von Holz. Beim Abnehmen eines Spanes in Faserrichtung eilt der Schneide ein Riss voraus, der die Abnahme vereinfacht und die Standzeit der Schneide verlängert. Die Vorspaltung führt aber zu einer rauen Oberfläche. 
Die Vorspaltung entsteht beim Arbeiten im Gegenlauf und bei positivem Spanwinkel. Je größer der Spanwinkel, desto größer die Vorspaltung und desto kleiner sind die Bearbeitungskräfte.

Die Vorspaltung schematisch